# Франклін (Аризона)
Франклін (англ. Franklin) — переписна місцевість (CDP) в США, в окрузі Грінлі штату Аризона. Населення — 75 осіб (2020).

## Географія
Франклін розташований за координатами 32°40′37″ пн. ш. 109°4′19″ зх. д. / 32.67694° пн. ш. 109.07194° зх. д. (32.677031, -109.072064).  За даними Бюро перепису населення США в 2010 році переписна місцевість мала площу 2,59 км², уся площа — суходіл.

## Демографія
Згідно з переписом 2010 року, у переписній місцевості мешкали 92 особи в 41 домогосподарстві у складі 20 родин. Густота населення становила 35 осіб/км².  Було 51 помешкання (20/км²).
Расовий склад населення:
| - 96,7 % — білих - 1,1 % — корінних американців |

До двох чи більше рас належало 2,2 %. Частка іспаномовних становила 15,2 % від усіх жителів.
За віковим діапазоном населення розподілялося таким чином: 26,1 % — особи молодші 18 років, 53,2 % — особи у віці 18—64 років, 20,7 % — особи у віці 65 років та старші. Медіана віку мешканця становила 42,5 року. На 100 осіб жіночої статі у переписній місцевості припадало 142,1 чоловіків;  на 100 жінок у віці від 18 років та старших — 151,9 чоловіків також старших 18 років.
За межею бідності перебувало 26,5 % осіб, у тому числі 0,0 % дітей у віці до 18 років та 90,0 % осіб у віці 65 років та старших.
Цивільне працевлаштоване населення становило 8 осіб. Основні галузі зайнятості: виробництво — 50,0 %, публічна адміністрація — 37,5 %, науковці, спеціалісти, менеджери — 12,5 %.